# Saltimbanque (album de Keen'V)
Pour les articles homonymes, voir Saltimbanque (homonymie).
Albums de Keen'V
Ange ou Démon
(2013) Là où le vent me mène
(2015)
Saltimbanque est le cinquième album de Keen'V sorti le 28 juillet 2014. Il contient 13 chansons. Il est numéro un des ventes en France en août 2014. La réédition de l'album est sortie le 24 novembre 2014. Il contient 2 titres inédits et 2 titres remixés.
Le clip du titre Viens je t'emmène a été tourné à l’île Maurice qui se trouve dans l’océan Indien, quant au clip de Dis-moi oui (Marina) qui a été tourné à Malaga, dans le sud de l'Espagne.
Avec plus de 50 000 exemplaires vendus, Saltimbanque est certifié disque d'or le 18 août 2014, soit 3 semaines après sa sortie.
Le 10 septembre, Saltimbanque est certifié disque de platine avec 100 000 exemplaires vendus en 1 mois.

## Liste des pistes
| Édition standard | Édition standard                          | Édition standard | Édition standard | Édition standard | Édition standard | Édition standard | Édition standard | Édition standard | Édition standard |
| No               | Titre                                     | Durée            |                  |                  |                  |                  |                  |                  |                  |
| ---------------- | ----------------------------------------- | ---------------- | ---------------- | ---------------- | ---------------- | ---------------- | ---------------- | ---------------- | ---------------- |
| 1.               | Saltimbanque                              | 3:47             |                  |                  |                  |                  |                  |                  |                  |
| 2.               | Dis-moi oui (Marina)                      | 3:21             |                  |                  |                  |                  |                  |                  |                  |
| 3.               | J'me bats pour toi                        | 3:24             |                  |                  |                  |                  |                  |                  |                  |
| 4.               | Certains m'appellent                      | 3:34             |                  |                  |                  |                  |                  |                  |                  |
| 5.               | C'est ce qu'il nous faut (avec Lorelei B) | 3:39             |                  |                  |                  |                  |                  |                  |                  |
| 6.               | Viens je t'emmène                         | 3:06             |                  |                  |                  |                  |                  |                  |                  |
| 7.               | Ça va aller                               | 4:25             |                  |                  |                  |                  |                  |                  |                  |
| 8.               | J'étais bourré (avec Nawaach)             | 3:50             |                  |                  |                  |                  |                  |                  |                  |
| 9.               | Conte de fée                              | 3:14             |                  |                  |                  |                  |                  |                  |                  |
| 10.              | Ola mamy                                  | 3:06             |                  |                  |                  |                  |                  |                  |                  |
| 11.              | Les mecs sont...                          | 2:56             |                  |                  |                  |                  |                  |                  |                  |
| 12.              | Avec lui                                  | 3:58             |                  |                  |                  |                  |                  |                  |                  |
| 13.              | Elle s'en balance                         | 2:59             |                  |                  |                  |                  |                  |                  |                  |
| 45:19            |                                           |                  |                  |                  |                  |                  |                  |                  |                  |

## Classement dans les hit-parades
Albums
| Année | Album        | Meilleure position | Meilleure position | Label             | Certification     | Notes               |
| Année | Album        | Belgique Fr        | France             | Label             | Certification     | Notes               |
| ----- | ------------ | ------------------ | ------------------ | ----------------- | ----------------- | ------------------- |
| 2014  | Saltimbanque | 7                  | 1                  | Universal/Capitol | Disque de platine | crédité sous Keen'v |